# San Simón (Tabasco)
San Simón es una localidad del municipio de Nacajuca ubicado en la subregión centro del estado mexicano de Tabasco.

## Geografía
La localidad de San Simón se sitúa en las coordenadas geográficas 18°14′17″N 93°02′03″O / 18.238056, -93.034167, a una elevación de 1 metro sobre el nivel del mar.

## Demografía
Según el Conteo de Población y Vivienda 2020, efectuado por el Instituto Nacional de Estadística y Geografía, la localidad de San Simón tiene 1,367 habitantes, de los cuales 705 son del sexo masculino y 662 del sexo femenino. Su tasa de fecundidad es de 2.18 hijos por mujer y tiene 304 viviendas particulares habitadas.
| Gráfica de evolución demográfica de San Simón entre 1900 y 2020 |
|                                                                 |
| INEGI.                                                          |